# Bouhans-et-Feurg
Bouhans-et-Feurg – miejscowość i gmina we Francji, w regionie Burgundia-Franche-Comté, w departamencie Górna Saona.
Według danych na rok 1990 gminę zamieszkiwało 245 osób, a gęstość zaludnienia wynosiła 25 osób/km² (wśród 1786 gmin Franche-Comté Bouhans-et-Feurg plasuje się na 502. miejscu pod względem liczby ludności, natomiast pod względem powierzchni na miejscu 447.).